# Manuel Vicente Ramírez
Manuel Vicente Ramírez (Curuzú Cuatiá, provincia de Corrientes, Argentina, 1791 - Corrientes, 1866), militar argentino, que participó en las guerras civiles argentinas.

## Inicios
Se incorporó muy joven al ejército. En 1807 participó en la frustrada defensa de Montevideo contra la segunda invasión inglesa y fue tomado prisionero.
En 1810 participó como oficial en la expedición del ejército de Manuel Belgrano al Paraguay, combatiendo en las batallas de Paraguari y Tacuarí. También formó parte del primer sitio de Montevideo, y al ser levantado este, pasó a las fuerzas de José Artigas, a órdenes de quien peleó contra la invasión Luso-brasileña. Se unió con su jefe al segundo sitio, pero en 1814 siguió a Artigas cuando este abandonó el sitio.
A órdenes de Blas Basualdo participó en el combate del Espinillo y en la campaña contra Genaro Perugorría en Corrientes, en la batalla de Saladas.
Formó en el ejército al mando de Pedro Campbell y Andrés Guazurary en las guerras civiles en Corrientes, e hizo las campañas a órdenes del irlandés, peleando en los combates de Colastiné y Cepeda. Tras participar del lado de Artigas en su guerra contra Francisco Ramírez, pasó a las filas de este en la campaña contra Santa Fe y Córdoba.
Tras su muerte regresó junto a Anacleto Medina a Entre Ríos, apoyó la revolución que llevó al poder a Mansilla en esa provincia.
Desde 1823 se incorporó al ejército de la provincia de Buenos Aires, destinado a la frontera sur de la misma. Participó de la última campaña del gobernador Martín Rodríguez contra los indígenas. En 1825 fue parte del "ejército de observación sobre el Brasil", pero no llegó a luchar en la guerra contra el Imperio.
Regresó a Corrientes en 1827, enviado por Manuel Dorrego para enfrentar a Fructuoso Rivera, que había ocupado las Misiones Orientales. Quedó en la provincia de Corrientes. Allí prestó servicios muchos años y el gobernador Pedro Ferré lo ascendió a coronel.
Participó en las guerras contra los indígenas del Chaco y contra las incursiones paraguayas sobre Misiones.

## Pago Largo
De una instrucción muy limitada, se lo consideraba de todos modos un muy buen militar, por lo que llegó al grado de general durante el gobierno de Genaro Berón de Astrada. Desde esa época se lo conocía como “Ramírez Chico”, tanto por su baja estatura, como por ser sucesor de Francisco Ramírez en el mando militar y en la gloria ligada al apellido.
Cuando Berón declaró la guerra a Rosas, apoyó la propuesta de algunos líderes de reemplazarlo por Ferré; este reemplazo no se produjo. Se incorporó al ejército que fue derrotado en la batalla de Pago Largo, como jefe de la vanguardia y del ala derecha del ejército.
Tras la derrota logró escapar los montes del Miriñay y pasó al Uruguay.

## El general Lavalle en Corrientes
Estuvo un tiempo a órdenes de Rivera, pero en 1839 pasó al ejército del general Juan Lavalle, poco después de la invasión de este a Entre Ríos y de la batalla de Yeruá. El gobernador Ferré lo nombró segundo jefe del ejército provincial, sobre todo para tener un correntino en el estado mayor, dominado por los porteños que Lavalle había traído consigo.
Participó en la campaña de Lavalle como comandante de la reserva, de modo que se incorporó al ejército correntino después de la batalla de Don Cristóbal, pero a tiempo para la derrota de Sauce Grande, en que comandó el ala izquierda de la caballería.
Después de esta batalla, Lavalle decidió pasar sus fuerzas a Buenos Aires en la flota francesa que bloqueaba el Río de la Plata. Pero los correntinos – sobre todo, Ramírez – tenían instrucciones expresas de Ferré, en el sentido de no cruzar el río Paraná. Es que Ferré temía que, en caso de que Lavalle se alejara mucho de la provincia, quedaría desarmado frente al gobernador entrerriano Pascual Echagüe. Lavalle le había prometido no hacerlo, pero envió a Ramírez y otros oficiales a pedir permiso – y refuerzos – a Ferré. Junto a Ramírez, viajó a Corrientes el general Paz, recién huido de Buenos Aires.
En cuanto Ramírez se marchó, Lavalle cruzó el ejército a Buenos Aires sin permiso; le esperaban una serie de derrotas y la muerte en Jujuy.

## Caaguazú y Arroyo Grande
Indignado con Lavalle, Ferré condenó a Lavalle como traidor, firmemente apoyado por el engañado Ramírez. Cuando Ferré ordenó al general Paz organizar un nuevo ejército, Ramírez volvió a ser su hombre de confianza. Formó como jefe de la caballería unitaria en la batalla de Caaguazú, y acompañó al vencedor en la invasión a Entre Ríos. Esta vez, Ferré viajó también a Paraná, pero – al no llegar a un acuerdo con Paz, que se hizo elegir gobernador de Entre Ríos – regresó a su provincia con todo su ejército, a órdenes de Manuel Ramírez.
Abandonado a su suerte, Paz se vio obligado a retirarse hacia el Uruguay. En el camino, firmó un tratado con Rivera, que asumió el mando del ejército combinado – uruguayos y correntinos, con pequeños grupos de santafesinos y porteños – y ocupó una parte de la provincia de Entre Ríos. El ejército correntino, al mando de Ramírez, se incorporó al de Rivera, aunque manteniendo una fuerte autonomía.
El ejército colorado-unitario fue completamente derrotado en diciembre de 1842, en la Batalla de Arroyo Grande. Perseguido de cerca por el coronel Gaspar Tacuabé, huyó a Corrientes, desde donde escapó al Brasil.

## De Madariaga a Virasoro
Regresó junto a los hermanos Juan y Joaquín Madariaga en 1843, y nuevamente comandó una parte importante del ejército correntino.
Poco después de la toma del gobierno correntino por Madariaga, éstos invadieron Entre Ríos, llevando a Ramírez como jefe de la división más importante. Tras obtener algunos éxitos menores, el contraataque del gobernador Justo José de Urquiza los obligó a una retirada, rápidamente transformada en fuga. La única división que se mantuvo firme – la de Ramírez – fue completamente derrotada por la entrerriana comandada por el coronel Lucas Moreno, en Puntas del Ceibal, en diciembre de 1843.
Desde entonces, Ramírez abandonó el ejército correntino y se retiró a su estancia en Curuzú Cuatiá.
En 1846, al producirse la invasión de Urquiza y la derrota correntina de Laguna Larga, se pasó a las fuerzas de Urquiza en su avance hacia el norte correntino. Al año siguiente acompañó la invasión de Urquiza sobre Corrientes y peleó en la batalla de Potrero de Vences del lado de los federales.
Ejerció como jefe del arma de caballería provincial durante el gobierno de Benjamín Virasoro. No participó en la campaña del Ejército Grande, quedando como jefe del ejército en ausencia del gobernador. A fines de 1852, este fue derrocado en ausencia, sin que Ramírez hiciera nada por salvarlo. De todos modos, el gobernador Juan Pujol lo reemplazó en el mando militar, y Ramírez volvió a su retiro voluntario.

## Los últimos años
A fines de 1861 se unió a la revolución liberal contra el gobierno legal del federal Rolón y ayudó al unitario Pampín a llegar al gobierno. Este lo nombró comandante de armas de la provincia. Al año siguiente envió al general Nicanor Cáceres a enfrentar la reacción federal, que este derrotó fácilmente.
En 1865, al producirse la invasión paraguaya que desembocó en la Guerra del Paraguay, participó en la organización de la defensa de la provincia. El presidente Bartolomé Mitre lo ascendió a brigadier general del Ejército Argentino, aunque ya lo era de las milicias provinciales. Participó en la organización de los campamentos y traslados del ejército argentino en territorio de Corrientes, y combatió como jefe de parte de la reserva en la batalla de Yatay y al sitio de Uruguayana.
Falleció en Corrientes en diciembre de 1866.